# Sevenoaks District
Sevenoaks District  är ett distrikt (motsvarande kommun) i grevskapet Kent i England, Storbritannien. Distriktet har 121 106 invånare (2022). Större orter är Sevenoaks och Swanley. Distriktet är indelat i 31 civil parishes.